# 無線測位局
無線測位局（むせんそくいきょく）は、無線局の種別の一つである。

## 定義
総務省令電波法施行規則第4条第1項第15号に「無線測位業務を行う無線局」と定義している。
ここで、第2条第1項の用語の定義では、
- 無線測位を第29号に「電波の伝搬特性を用いてする位置の決定又は位置に関する情報の取得」
- 無線航行を第30号に「航行のための無線測位（障害物の探知を含む。）」
- 無線標定を第31号に「無線航行業務以外の無線測位」

としている。これをうけ、第3条第1項に業務が分類され、この中で、
- 無線測位業務を第9号に「無線測位のための無線通信業務」
- 無線航行業務を第10号に「無線航行のための無線測位業務」
- 海上無線航行業務を第11号に「船舶のための無線航行業務」
- 航空無線航行業務を第12号に「航空機のための無線航行業務」
- 無線標定業務を第12の2号に「無線航行業務以外の無線測位業務」
- 無線標識業務を第13号に「移動局に対して電波を発射し、その電波発射の位置からの方向又は方位をその移動局に決定させることができるための無線航行業務」

としている。更にこれをうけ、第4条第1項に無線局の種別が分類され、この中で、
- 無線測位局を第15号に「無線測位業務を行う無線局」
- 無線航行局を第16号に「無線航行業務を行う無線局」
- 無線航行陸上局を第17号に「移動しない無線航行局」
- 無線航行移動局を第18号に「移動する無線航行局」
- 無線標定陸上局を第18号の2に「無線標定業務を行なう移動しない無線局」
- 無線標定移動局を第19号に「無線標定業務を行なう移動する無線局」
- 無線標識局を第20号に「無線標識業務を行う無線局」

と定義している。
引用の送り仮名、促音の表記は原文ママ

## 概要
定義を敷衍してみるとおり、無線測位局は無線航行局、無線標定を行う無線局および無線標識局に大別され、
無線航行局は、無線航行陸上局と無線航行移動局に細別される。
無線標定を行う無線局には、無線標定陸上局と無線標定移動局がある。
すなわち、無線測位局は五種類に細別される。
また、対応する業務については、
無線測位業務は無線航行業務と無線標定業務に大別され、
無線航行業務は、海上無線航行業務、航空無線航行業務および無線標識業務に細別される。
すなわち、無線測位業務は四種類に細別される。
この無線局の種別と業務の関係は下図のようになる。
```
　　　　　　　　（種別）　　　　　　　　　　　　　　　　　　　　（業務）
　　　　　　　　　　　┏無線航行陸上局━━━━━海上無線航行業務┓
　　　　　　　　　　　┃　　　　　　┃　　　　　┃　　　　　　　┃
　　　　　　　　　　　┃　　　　　　┗━━┓　　┃　　　　　　　┃
　　　　　┏無線航行局┫　　　　　　┏━━╋━━┛　　　　　　　┣無線航行業務┓
　　　　　┃　　　　　┃　　　　　　┃　　┗━━┓　　　　　　　┃┃　　　　　┃
　　　　　┃　　　　　┃　　　　　　┃　　　　　┃　　　　　　　┃┃　　　　　┃
　　　　　┃　　　　　┗無線航行移動局━━━━━航空無線航行業務┛┃　　　　　┃
　　　　　┃　　　　　　　　　　　　　　　　　　　　　　　　　　　┃　　　　　┃
　　　　　┃　　　　　　　　　　　　　　　　　　　　　　　　　　　┃　　　　　┃
無線測位局╋━━━━━━無線標識局━━━━━━━無線標識業務━━━┛　　　　　┣無線測位業務　
　　　　　┃　　　　　　　　　　　　　　　　　　　　　　　　　　　　　　　　　┃
　　　　　┣━━━━━━無線標定陸上局┓　　　　　　　　　　　　　　　　　　　┃
　　　　　┃　　　　　　　　　　　　　┣━━━━無線標定業務━━━━━━━━━┛
　　　　　┗━━━━━━無線標定移動局┛

```

実際には、無線標識業務も海上用と航空用があり、無線標識局も海上用と航空用がある。
また、無線標定移動局にも海上で使用するものと陸上で使用するものがある。
沿革にみるとおり、電波法令制定当初は無線標定に関しては定義されておらず、ラジオ・ブイは無線測位局として免許されていた。
当時のレーダーは、形状も大形で消費電力も大きく、地上に固定するか船舶または航空機に搭載するしかないもので、船舶・航空機の航行用しかなかった。
後に、小型化・省電力化が進み、陸上での移動体の速度測定用や検知用に応用できることなり、ラジオ・ブイとあわせて無線標定業務が設けられたものである。
無線測位局は無線局の種別の一つであり種別コードもRNが規定されているが、無線局免許状の無線局の種別には次の五種別
- 無線航行陸上局、無線航行移動局、無線標定陸上局、無線標定移動局、無線標識局

のいずれかが指定され、局種別無線局数の統計も種別毎に公表されるので、詳細は各々を参照。

## 沿革
1950年（昭和25年）- 電波法施行規則制定

時に無線測位局、無線航行局、無線航行陸上局、無線航行移動局、無線標識局、無線方向探知局および海上無線航行業務、航空無線航行業務が定義
- 現行の定義と異なるものは、
  - 無線測位業務が「電波の定速度性又は直線的に伝わる性質によつて位置又は方向を決定する無線通信業務」
  - 無線航行業務が「航行中の船舶若しくは航空の位置若しくは方向の決定又は航行の障害物の探知のための無線測位業務」
  - 無線方向探知局が「無線方向探知業務を行う無線通信業務」
  - 無線方向探知業務が「他の無線局の発射する電波によつてその無線局の方向を決定するための無線測位業務」
- 免許の有効期間は5年間。但し、当初の有効期限は電波法施行の日から2年6ヶ月後（昭和27年11月30日）まで

電波法施行規則全部改正

時にラジオ・ブイが「3W以下の無線設備であつて、無線測位業務に使用するため浮標に取りつけたもの」と定義され、無線測位局として免許
引用の送り仮名、促音の表記は原文ママ
1952年（昭和27年）- 12月1日に最初の再免許
- 以後、5年毎の11月30日に満了するように免許された。

1958年（昭和33年）- 陸上に開設する無線測位局以外の無線測位局は運用開始の届出および免許の公示を要しない無線局に

- ラジオ・ブイの無線測位局、無線航行移動局、船舶・航空機の無線方向探知局が該当した。

1961年（昭和36年）- 無線標定、無線標定業務、無線標定陸上局、無線標定移動局が定義され、無線測位業務と無線航行業務が現行の定義となり、無線方向探知局が「無線方向探知のため無線測位業務」と定義
- レーダーのみの気象援助局および無線標定業務に相当する移動しない無線測位局が無線標定陸上局に、ラジオ・ブイその他無線標定業務に相当する移動する無線測位局が無線標定移動局にみなされた。[5]

1969年（昭和44年）- 無線標定陸上局と無線標識局は運用開始の届出および免許の公示を要しない無線局に

1993年（平成5年）- 無線航行移動局は、告示で定める毎年一定の日が免許の有効期限に

- 以後、無線航行移動局の免許の有効期限は免許の日から4年を超えて5年以内の11月30日までとなる。

1998年（平成10年）- 無線方向探知局、無線方向探知業務が削除

局数の推移
| 年度                                         | 局数   | 出典                    |
| -------------------------------------------- | ------ | ----------------------- |
| 昭和33年度末                                 | 2,664  | 第19表 無線局数の推移   |
| 昭和34年度末                                 | 4,825  | 第19表 無線局数の推移   |
| 昭和35年度末                                 | 7,169  | 第19表 無線局数の推移   |
| 昭和36年度末                                 | 9,960  | 第19表 無線局数の推移   |
| 昭和37年度末                                 | 6,294  | 第19表 無線局数の推移   |
| 昭和38年度末                                 | 9,167  | 第19表 無線局数の推移   |
| 昭和39年度末                                 | 12,392 | 第19表 無線局数の推移   |
| 昭和40年度末                                 | 15,150 | 第19表 無線局数の推移   |
| 昭和41年度末                                 | 18,304 | 第19表 無線局数の推移   |
| 昭和42年度末                                 | 7,325  | 第19表 無線局数の推移   |
| 昭和43年度末                                 | 16,792 | 第19表 無線局数の推移   |
| 昭和44年度末                                 | 22,418 | 第19表 無線局数の推移   |
| 昭和45年度末                                 | 27,128 | 第19表 無線局数の推移   |
| 昭和46年度末                                 | 31,177 | 第19表 無線局数の推移   |
| 昭和47年度末                                 | 14,713 | 第19表 無線局数の推移   |
| 昭和48年度末                                 | 14,918 | 第18表 無線局数の推移   |
| 昭和49年度末                                 | 24,977 | 第15表 無線局数の推移   |
| 昭和50年度末                                 | 28,515 | 第23表 無線局数の推移   |
| 昭和51年度末                                 | 31,786 | 第29表 無線局数の推移   |
| 昭和52年度末                                 | 20,815 | 第27表 無線局数の推移   |
| 昭和53年度末                                 | 31,786 | 第26表 無線局数の推移   |
| 昭和54年度末                                 | 20,815 | 第29表 無線局数の推移   |
| 昭和55年度末                                 | 33,211 | 第26表 無線局数の推移   |
| 昭和56年度末                                 | 35,995 | 第25表 無線局数の推移   |
| 昭和57年度末                                 | 24,973 | 第24表 無線局数の推移   |
| 昭和58年度末                                 | 28,148 | 第25表 無線局数の推移   |
| 昭和59年度末                                 | 30,755 | 資料2-96 無線局数の推移 |
| 昭和60年度末                                 | 33,397 | 資料3-54 無線局数の推移 |
| 昭和61年度末                                 | 35,414 | 資料3-60 無線局数の推移 |
| 昭和62年度末                                 | 21,181 | 資料4－1 無線局数の推移 |
| 昭和63年度末                                 | 25,025 | 資料4-1 無線局数の推移  |
| 平成元年度末                                 | 27,745 | 資料4-1 無線局数の推移  |
| 平成2年度末                                  | 29,589 | 資料1-2 無線局数の推移  |
| 平成3年度末                                  | 31,268 | 資料1-62 無線局数の推移 |
| 平成4年度末                                  | 23,042 | 資料1-38 無線局数の推移 |
| 平成5年度末                                  | 19,516 | 資料1-38 無線局数の推移 |
| 平成6年度末                                  | 21,907 | 資料1-38 無線局数の推移 |
| 平成7年度末                                  | 22,168 | 資料1-38 無線局数の推移 |
| 平成8年度末                                  | 23,874 | 資料1-37 無線局数の推移 |
| 平成9年度末                                  | 22,110 | 資料11 無線局数の推移   |
| 無線測位局のみの局数が計上されたものに限る。 |        |                         |